# Эрлих, Игорь Александрович
Игорь Александрович Эрлих (23 апреля 1922, Иркутск — 4 июня 1988, Москва) — конструктор вертолётов, лауреат Ленинской (1982) и Государственной (1987) премий СССР, почётный авиастроитель СССР.

## Биография

### Ранние годы
Родился в семье военнослужащего; отец — Александр Артурович Эрлих (21.12.1895, Каменец-Подольский — 23.12.1969, Москва) — будущий инженер-полковник, начальник кафедры оснований и фундаментов и геологии Военно-инженерной академии им. В. В. Куйбышева. После окончания школы вместе с семьёй переехал в Москву и поступил в Московский авиационный институт. С началом войны был призван в армию, но через два месяца отозван на учёбу. В 1947 году с отличием окончил МАИ и был распределён на завод № 115. 

### Работа в авиационной промышленности
По указанию начальника геликоптерной бригады С. А. Бемова был привлечён к доводке и заводским испытаниям вертолёта соосной схемы «ЭГ» («Изделие Ш»; «Шутка»). Под руководством П. Д. Самсонова работал по этой теме сначала в качестве инженера, а затем в роли ведущего конструктора.
В 1951 году И. А. Эрлих вошёл в группу по разработке 24-местного вертолёта продольной схемы, получившего обозначение Як-24. В январе 1952 года был командирован с целью налаживания производства опытных вертолётов Як-24 в Ленинград, на завод № 272. В 1955 году был назначен руководителем и главным конструктором вновь образованного на ленинградском заводе № 272 филиала ОКБ-115. С 1957 года — главный конструктор ОКБ.
В 1960 году в качестве заместителя главного конструктора Н. И. Камова переведён в коллектив Ухтомского вертолётного завода, где занимался вертолётами соосной схемы. Участвовал в разработке вертолёта Ка-25, Ка-27, а также ряда комплексов специального назначения. 
В составе отряда вертолётчиков участвовал в ликвидации последствий Чернобыльской аварии.
Похоронен на Введенском кладбище (10 уч.).

## Награды и звания
- Лауреат Ленинской (1982) и Государственной (1987) премий СССР
- Награждён орденом Трудового Красного Знамени, медалями
- Почётный авиастроитель СССР